# Autochton
Autochton es un género de lepidópteros ditrisios de la subfamilia Eudaminae  dentro de la familia Hesperiidae.

## Especies
- Autochton bipunctatus
- Autochton cellus
- Autochton cincta
- Autochton integrifascia
- Autochton itylus
- Autochton longipennis
- Autochton neis
- Autochton pseudocellus
- Autochton reflexus
- Autochton siermadror
- Autochton sulfureolus
- Autochton vectilucis
- Autochton zarex